# رینین (دهانه)
رینین یک دهانه برخوردی در ماه‌ است.